# Pius August in Bayern

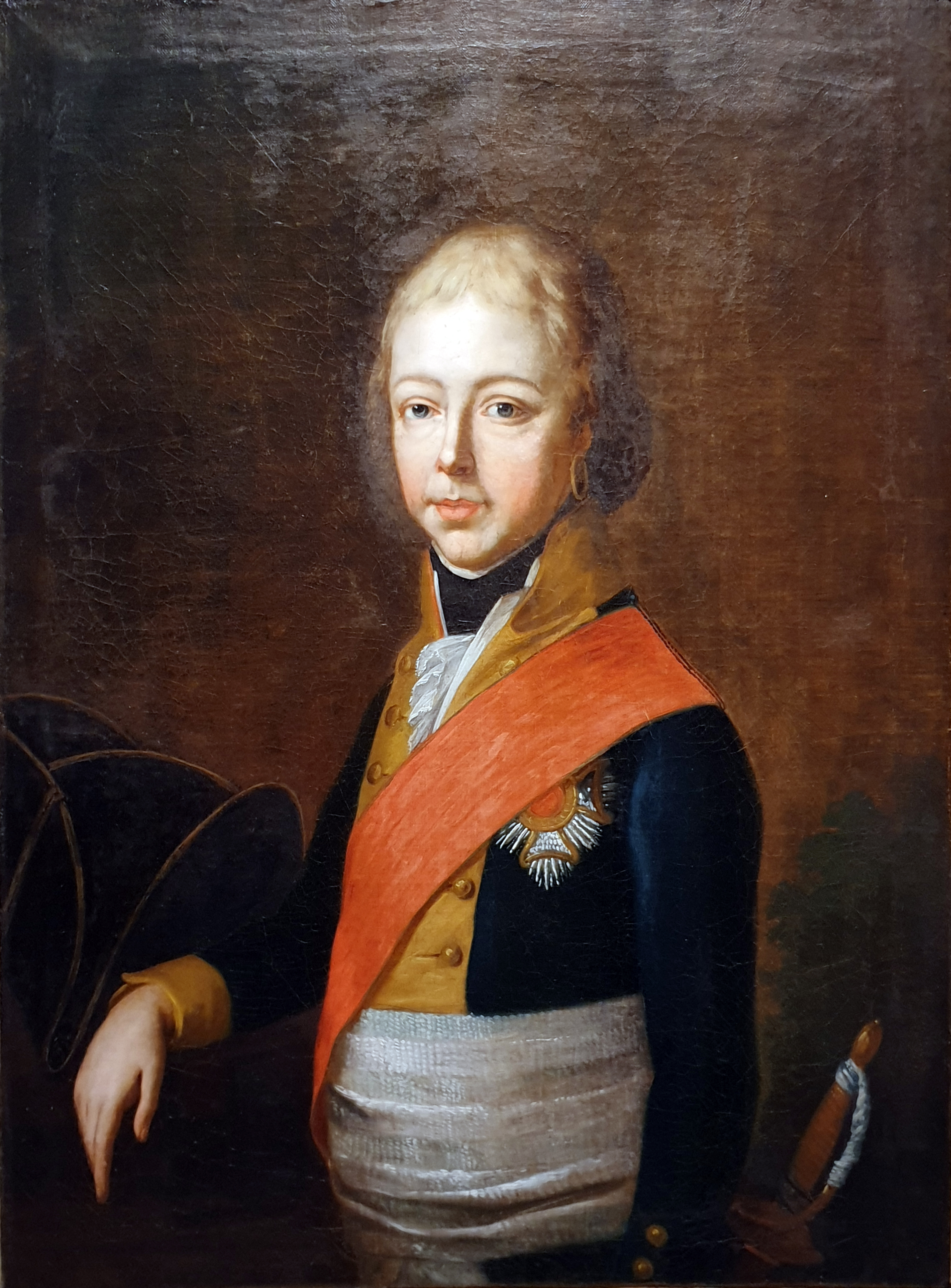
Pius August in Bayern

Pius August in Bayern (* 2. August 1786 in Landshut; † 3. August 1837 in Bayreuth) war Herzog in Bayern aus der Linie Pfalz-Zweibrücken-Birkenfeld zu Gelnhausen.

## Leben
Pius August war das dritte Kind des Herzogs Wilhelm in Bayern (1752–1837) aus dessen Ehe mit Maria Anna (1753–1824), der Tochter des Pfalzgrafen und Herzogs Friedrich Michael von Zweibrücken-Birkenfeld.
Pius August war königlich bayerischer Generalmajor und Inhaber des Infanterieregiments Nr. 8 in Bayreuth. Weder Pius August noch seine Gemahlin hatten großen Einfluss auf die Erziehung ihres einzigen Kindes Maximilian, die Großvater Wilhelm überwachte. Pius galt als cholerischer Misanthrop, der auf offener Straße Leute angriff und bis zur Bewusstlosigkeit traktierte, was zu mehrfachen Gefängnisaufenthalten führte.
1809–1827 war er Koadjutor seines Vaters als Großmeister des Ritterordens vom Heiligen Michael. 1815 wurde er zum Ehrenmitglied der Bayerischen Akademie der Wissenschaften ernannt. Er starb am 3. August 1837 im Alter von 51 Jahren in Bayreuth, wo er den Großteil seines Lebens zurückgezogen gelebt hatte, und wurde im Kloster Banz bestattet. Dort blieb der Sarg des Herzogs bis zur Auflösung der Gruft im Jahr 1883 und der Überführung in die Innere Gruft des Schlosses Tegernsee, wo er seitdem ruht.  Chef des Hauses der Herzöge in Bayern wurde sein einziger Sohn Maximilian Joseph.

## Ehe und Nachkommen
Pius August heiratete am 26. Mai 1807 in Brüssel Amalie Luise (1789–1823), Tochter des Herzogs Ludwig Maria von Arenberg, mit der er einen Sohn hatte:
- Maximilian Joseph (1808–1888), Herzog in Bayern

⚭ 1828 Prinzessin Ludovika Wilhelmine von Bayern (1808–1892)